# Canthocamptus macrosetifer
Canthocamptus macrosetifer is een eenoogkreeftjessoort uit de familie van de Canthocamptidae. De wetenschappelijke naam van de soort is voor het eerst geldig gepubliceerd in 1999 door Ishida in Ishida & Kikuchi.